# Grande Autane
Die Grande Autane ist ein 2782 m hoher Berg in den Dauphiné-Alpen in Frankreich. Er befindet sich in der Nähe von Gap im Département Hautes-Alpes.

## Routen zum Gipfel
Talort ist Ancelle nordöstlich von Gap. Von Ancelle führt ein unbefestigter Weg in östlicher Richtung zum Parking Rouanne Haute (1640 m), wo der Bergweg beginnt. Dieser führt in nördlicher Richtung in Serpentinen über das Croix de Lombard (1850 m) und La Serre du Milieu (2020 m) sowie den Wegpunkt Pra Mau (2160 m) zunächst zum Col de Combeau (2303 m). Ein mit Steinmännchen markierter Pfad geht von dort weiter nach Osten zur Grande Autane. Der Pfad verläuft auf dem Berggrat bis zum Schlussanstieg, der über Felsen auf den Gipfel führt.